# 特攻天女
『特攻天女』（とっこうてんにょ）は、みさき速の日本の漫画作品。秋田書店の「週刊少年チャンピオン」にて1995年 (平成7年) 32号から2001年 (平成13年) 51号まで全277話が連載された。単行本は全30巻。番外編に『悪鬼夜行』（全1巻）がある。

## 概要
主人公の和泉 祥は中学2年生。千葉最強を誇るレディース夜桜会の特攻隊長で、美形男子に弱く惚れっぽい。そんな祥に、関東圏の暴走族をまとめている鬼面党党首の高村大が惚れることから話は始まる。
夜桜会や鬼面党の面々の織り成す物語は不良漫画の枠に捉われず、求める何かのために、止まらない悲劇とその連鎖、自分の命すら投げ出す狂気が描写されている。『不良は所詮不良であり、全うな生き方はできないし、誰かに尊敬されるなどはあり得ない』という冷めた視線で物語が貫かれているのも大きな特徴。他の不良漫画でよくあるパターンの「不良だがいい所もあり、実は多くの人に慕われている」「かつて不良だったが更生し、現在は良い関係を築きながら充実した日々を送っている」ような人物はほとんどいない。
各話のタイトルが歌のタイトルからとられており、コミックスの表紙は基本的に＜祥→アキラ→瑞希＞の順に描かれている。

## あらすじ
基本は1話読み切り、または数話連続の話が多いが中盤の「族狩り編」と後半の「月下仙女編」は特に長編となっている。
なお名前は便宜上つけたもので公式なものではない。

### 「族狩り編」
方々の暴走族のメンバー達が何者かに襲われ、重傷を負わされるという事件が頻発する。夜桜会や鬼面党とて例外ではなく、茜や祥、アキラまでもが狙われ被害に遭う。
敵の頭目は、その時祥が惚れ込んでいた甲斐 弥かと思われたが、真の黒幕は榊 知彦という大財閥の息子だった。一連の事件は、退屈しのぎのゲームとして榊が甲斐に命じてやらせていたものだった。榊の言いなりに自分を攻撃し始めた甲斐への断ち切れない想いや、甲斐を殺さんばかりの手法を取る瑞希への対応に、祥は苦慮する。

### 「月下仙女編」
姫月ゆうこと出会ったことで瑞希・高村・遊佐の過去の犯罪を知り、彼らと決別した祥。自分達から祥を奪ったとして姫月を殺そうとする瑞希達に対し、祥は姫月を守るためにユエや藤生らと行動を共にするようになる。
祥を取り戻すことを諦め、敢えて自分を憎ませようとする瑞希、祥に許してもらうため、途中から夜桜会と別行動を始める高村、瑞希に従いながらもアキラを気遣い、更に独自の道を選択する遊佐、逃げ道として用意した策のせいで、逆に窮地に追い込まれる姫月。そして真相を知った祥が動く。

## 登場人物

### 夜桜会（よざくらかい）
和泉 祥（いずみ しょう）
本作の主人公。1月1日生まれ（最終2話で判明）。連載開始時14歳。一人称は「あたし」。千葉最強を誇るレディース「夜桜会」の2代目特攻隊長だが、バイクを買うお金が無い為バイクを所持していない。元ヤンキーだった父親とは祥が幼い頃にガンで死別しており、ホステスをしている母親とアパートで2人暮らし。美形とプリンが好き。ケンカは強いが家事は全く駄目で、料理の腕前などは食べた高村が短期間で激ヤセするほどである（祥は自分が家事下手だと思っていない）。
常用武器は特殊警棒。特攻服の色は白で、これは瑞希が闇の中でも見分けられるようにと決めたもの（白は元々瑞希の好きな色で、本郷廉太郎の白衣に由来するとの見方もある）。他の夜桜会メンバーの特攻服は総長の瑞希が赤、その他のメンバーはピンク。
基本的に短気で粗野な性格だが、こうと決めた意志を最後まで貫く強さを持つ。また他の主要キャラ達が各々の大切な者に強く執着し、そのために悪に走ることも辞さない一種の狂気を持つ中で祥だけは自分の正義を通しつつ、相手をも守ろうという心を持っている（作中「自分達が少しずつ狂っている中で、祥だけが真っ直ぐだ」という意の瑞希の台詞がある）。
高村に一方的に惚れられ、いつも肘鉄を食らわせながらも徐々に惹かれていく。姫月の気持ちを尊重し、高村の幸せを妨げるために一旦、「絶対に高村と恋人にはならない」と誓うが、本郷廉太郎に会った事や姫月自身から「彼が二度と悪事を働かないよう繋ぎ止めて」と勧められた事もあり、自分の気持ちに素直になって高村と結婚する道を選ぶ。
天野 瑞希（あまの みずき）
連載開始時17歳。容姿端麗でケンカが売りの「夜桜会」の総長、と同時に天野財閥の令嬢でもある。愛車は赤のカマロ。常用武器はククリ。（ただし、瑞希の過去の体験を物語るかのようにククリ特有のくぼみがない）
お嬢様学校で優秀な成績を修める一方、財閥令嬢としての行事やレディース暴走族の総長役も完璧にこなす。実家から離れ、千葉のマンションで一人暮らしをしている。実力と財力と強運で殆どのことを意のままにしてきたが、優しい人間（廉太郎、祥、正和）の本気の行動だけは思い通りにならなかった。絶対的な強さと冷酷さを持つが、自分と正反対な祥のことを非常に気に入っており、祥に関係する事にだけは優しさを見せる。
小学校高学年の頃、南欧滞在中に身代金目的で誘拐され犯人達に輪姦された過去を持ち、精神の平衡を失う。後に恋人となる廉太郎との出会いで笑顔を取り戻すが、既に正常な倫理観を失っており、廉太郎を独占するために殺人を犯し隠蔽を図る。そんな瑞希への罰として廉太郎が異国へ去った事により虚無感に囚われ、暇潰しと戦争中の国にいる廉太郎と同じ危険の中にいたいという思いから、高村や遊佐の「カップル狩り」（高村達は強姦、瑞希は暴力）に加わったり、夜桜会を結成したりして、敵を作り続ける修羅のような少女時代を過ごす。
祥と会ってからは他者への優しさも見せるようになるが、望み通りに事を運ぶためには祥を傷つける事も厭わないなど最後まで自分本位の残酷さを捨てる事はなかった。廉太郎に去られてからの数年間、瑞希の出奔を恐れる祖父の目をかいくぐって旅の準備を整えており、月下仙女事件後に祖父が入院した隙に廉太郎のいる戦地へ赴く。姫月との約束により廉太郎に再会してから命を絶つはずだったが、その目的を達成する寸前で対人地雷により死亡する。
森 茜（もり あかね）
特攻隊長補佐。最初は、瑞希のお膳立てに逆らって夜桜会に入ろうとせず、総長である瑞希に対してもタメ口をきく祥に反発していたが、後に祥の一番の親友になる。
初登場時はおかっぱ頭だったが、族狩り編において夜桜会メンバーで一番初めに狙われた結果、額に一生消えない傷が残ってしまったため、傷を隠すためのバンダナと短髪がトレードマークになる。
神崎 留華（かんざき るか）
特攻隊長補佐。常用武器はワイヤー。筋金入りのお嬢様であり男嫌い。ひどいイジメが原因で自殺を図るが、瑞希の気まぐれによって助けられ夜桜会に入る。アキラが女であることを一瞬で見抜いた（が、最終的には瑞希によってうやむやにされる）。
祥が自殺未遂を起こして倒れていた姫月を彼女の家に担ぎ込んだことで、姫月の事情を祥と共に聞いており、姫月に同情的な意見を持ったため一時は瑞希に決別宣言をされる。藤生とユエの結婚式直前、祥から聞いたユエの正体と瑞希の調べた姫月の身辺情報の食い違いについてアキラから相談された際、「何かを引き換えにしなければ瑞希には勝てない」と、二重人格ではない姫月＝ユエ説を肯定する。
迫水 雪子（さこみず　ゆきこ）
副総長。駄菓子屋の孫娘で、店を手伝って重い物を持ち運ぶためしとやかそうな見た目に反して相当な怪力の持ち主。祥に苦手意識を持たれている。
初代特攻隊長だったが、祥を特攻隊長にするために副総長の座に就いた。瑞希が祥を夜桜会に入れようとして反発された際に祥の説得に当たったり、瑞希が離日と同時に夜桜会の痕跡を消すことを望んだ際も、警察への報告等を率先して行なった。瑞希に恋愛感情を持っているかのような描写がある（廉太郎のことも知っているらしく、初めて廉太郎と対面した際には「あなたが瑞希の…」と笑顔で拳に力を入れていた）。

### 鬼面党（きめんとう）
高村 大（たかむら だい）
千葉最強の暴走族「鬼面党」の党首で、連載開始時17歳。趣味は暴力と暴走。特攻服の色は黒。広域暴力団「黒川組」の組長の妾腹である。母親が病死して以来、母親と暮らしたぼろアパートで一人暮らしをしている。愛車はカワサキ・ゼファー。
祥に一目惚れし、何度もアタックするがことごとく玉砕。祥に対しては優しく（祥の拳を避けない、激やせするのを承知で祥の料理をかけらも残さず食べる、等）、一度認めた相手には自分なりの誠意を示すが、他人には徹底して冷酷である。異母兄の直紀の屈折した愛に辟易している。廉太郎に去られて荒んでいた頃の瑞希と偶然出会い、遊佐と二人で襲おうとして返り討ちに遭ったのをきっかけに、三人でつるむようになった。瑞希と母親の性格が似ていると知ってからは、異性として手出しをする気が失せた模様。
姫月の一件に関しては、自分の性格上、過去の自分の所業に対して本当の罪の意識を持てないと自覚していたため、死で償う代わりに、姫月に自分の致命的な弱味（カップル狩りの犠牲者が姫月達だけではないこと）を教えておき、再び何か悪事を働いた時には姫月が祥にそれを明かして祥を離れさせる、という形で精一杯の償う姿勢を見せる。それ以後も暴走族の活動に関して、「姫月の事を考えると軽率な事はしたくない」という発言があり、許されない罪を一生背負うつもりがあるという描写がある。一度は祥の決心の下、祥と幸せになる道も閉ざされかけるが、本郷廉太郎の出現などもあって自分の気持ちを抑え切れなくなり再アタックし続けた結果、結婚という形で報われる。
矢野 アキラ（やの あきら）
本名は矢野晶。連載開始時16歳。女ではあるが素性を隠して女人禁制の鬼面党に入り、長らく不在だった親衛隊長の座に就いた。空手は黒帯の腕前で、4代目親衛隊長の地位も他の親衛隊の男連中相手に実力で勝ち取った。特攻服の色は緑。愛車はヤマハ・XJR。月下仙女編以降は、目の怪我の為に二輪から四輪へ乗り換えることとなり、RX-7を駆る。
中学生の時に、怪我をした高村を両親不在の家に匿った際に彼を好きになり告白するが、高村に「遊びで終わるのが嫌ならやめとけ」と言われる。それでも高村の傍にいようと決心し、周囲の反対を押し切って高校進学を取りやめ、男装して鬼面党に入る。アキラが女であることを知っているのは祥、瑞希、伊沢、遊佐の４人だけだが、伊沢に正体がばれていた事をアキラは随分経つまで気付かなかった。初登場時は、高村に惚れられている祥に嫉妬する描写もあったが、善良な祥の人柄に魅せられ、高村の幸せのために2人の仲を応援する。
月下仙女事件では、高村達の過去の所業を知って悩みつつも高村に従う。なお、祥を月下仙女から離反させようとした瑞希の策略の余波で右目を失った。高村への想いは後に崇拝へと変化し、高村の幼馴染で（＝高村と性格が似ているように見える）、自分の秘密を守ってくれたり、思わせぶりな発言をする遊佐に惹かれ、薬物中毒から立ち直り廉太郎を殺そうとした遊佐に、「やめないと（アキラ自身の）左目も潰す（そして遊佐に一生面倒を看てもらう）」と遠回しに告白するも、自身の希望を最優先する遊佐の心は動かなかった。
廉太郎が日本に帰国した後の諸々のエピソードによって伊沢の優しさに気づき、伊沢を自分のような人間に縛り付けてはいけないと考えて、わざと「自分は遊佐が好き」と表明するが、伊沢の「もう一度あの頃（アキラが高村を助け、迎えに来た伊沢と出会った時）から始められるなら」という言葉に、精一杯の思いを口にした。
伊沢 吉成（いざわ よしなり）
鬼面党副党首。高村の親友。連載開始時17歳。女子供に優しい不良。両親の帰りが遅いため、家事全般と幼い弟妹達の世話（小学生の双子の妹、乳児の弟。祥と同い年の弟と分担しているらしい）、学業、暴走行為を並行して行なっている。特攻服の色は黒。愛車はスカイラインGT-R33（単行本の後書き漫画に拠れば高村が実家からパクッてきたらしい）。
高村についてはカップル狩りなど女性に行う暴行を許せないが、高村が自分のことを深く理解し認めてくれていることから、以前から高村に請われていた副党首の座に就く代わりに、女人禁制を鬼面党の掟とさせた。瑞希や遊佐との間柄は、他者に対する倫理観の大きな隔たり故に以前から険悪。
怪我をした高村を迎えに行った際に高村を匿ってくれた女子のことを記憶しており、それがアキラだと当初から見抜いていた。アキラに好意を寄せているが、自分の作らせた掟のせいでアキラが性別を偽らねばならなくなった負い目と、過去に失敗した恋愛経験から、自分の気持ちを隠してアキラをサポートし続ける。傍目から見れば、伊沢がアキラを気にかけていることは一目瞭然なのだが、当のアキラは全く気づいていない。普段は冷静だが、アキラにちょっかいを出す遊佐に嫉妬して天変地異を起こしたり、アキラに頼まれて死をも恐れぬ決闘を繰り広げるなど、アキラ絡みの事となると超人的な力を見せる。
アキラが遊佐に惹かれていると知ってもアキラの意思を優先し続け、それに気づいたアキラに一度は振られたが、最終話で「以前高村をかくまった女子であると知っている」ことを告げ、「もう一度始められるなら」と再告白した。
遊佐 明仁（ゆさ あきひと）
鬼面党の特攻隊長。高村の幼馴染み。連載開始時18歳。中学の頃から高村と瑞希と３人で悪事を重ねてきた。初恋相手である高村の母親に性格が似ている瑞希に強く惹かれて、何度も告白してきたが瑞希に拒否され続けていた。やがて知った瑞希の過去により、どうあっても瑞希は手に入らないと思い知らされてから2年ほど放浪していた為、鬼面党員からは幻の特攻隊長と思われていた。特攻服の色は白（瑞希の好きな色だから）。愛車は高村のバイクと色違いのカワサキ・ゼファー。
非常に要領が良くて世渡りが上手いため、高村を溺愛する直紀とも上手く付き合い、気に入られている。放浪から戻ってきた際、アキラを一目見て女だと見抜いて面白半分にキスをし、その後もアキラにちょっかいを出しては伊沢の機嫌を度々損ねる。アキラの正体を知る数少ない一人として（おそらく祥のため、ひいては瑞希のため）アキラを助ける内、瑞希以外の女に優しくできる自分に気付き、アキラに惹かれかけるが、結局は瑞希を追い続ける事を選ぶ。
戦地へ出発した瑞希を追って旅立つが、追いつく前に瑞希の死を知ったショックで薬物中毒となり、2年後には廃人寸前に。直紀によって発見され帰国した後は、祥による介護や廉太郎への憎しみによって再起。「廉太郎殺しを黙認してくれたら、その後はお前の傍にいる」とアキラに告げ、それを嘘と見抜いたアキラに殺人を阻止された際、常識人なら屈してしまうであろう脅迫交じりのアキラからの告白を辛辣な言葉で踏みにじる。
最終的には人を殺してしまった過去の償いを全うするため、再度祥や高村の前から姿を消す。その後、とある国で一輪の花を手に路地裏で倒れているところを発見され、おそらくはそのまま死亡したらしい。

### その他の登場人物
黒川 直紀（くろかわ なおき）
暴力団「黒川組」の組長の息子。高村の異母兄にあたる。かなり高飛車な性格。何かに付けて高笑いをするのが特徴。初登場時は女装で祥とアキラを欺き、それ以後も普段は女言葉を使い、真面目に語る時だけ男言葉に戻る。
高村を異常に溺愛し、彼を手元に置こうと合法・非合法を問わずあらゆる手段を講じてきたが、成功しないか高村の母親によって取り返されてばかりだった。高村が伊沢との先約を優先したというだけで、伊沢を殺そうとしたこともある。高村の「弱点」として祥を誘拐し、高村を束縛しようとしたが、２人は自力で脱出。腹いせに物陰から祥を銃撃しようとするが、瑞希にボウガンを突き付けられて阻止され、以後祥にだけは危害を加えないことを約束させられた。後日、薬物取引に失敗した際、土地勘のある千葉へ逃亡してきて以降は、高村のアパートに居候するようになる。
黒川組においては、以前から麻薬等の薬物売買を受け持っており、瑞希の死後、遊佐を日本に連れ戻したが、重度の薬物中毒になっていた遊佐を回復不可能と判断し、黒川組の座敷牢に収容して薬物を供給し続けていた。
祥を「怪力低脳サル女」と呼び、高村との結婚式も初めは邪魔しようとして乗り込んできたが、藤生に丸め込まれてしまった。
田代 勇樹（たしろ ゆうき）
高村が事故で運び込まれた先に入院していた少年。14歳。
裕福な家に生まれたものの、多額の寄付金と共に病院へ預けられ満足な教育を受けさせてもらえなかった。そのためか、嫌いな人間に自らの薬を飲ませ殺そうとするなど「世間知らず」では済まされないような言動を取ることもある。
祥と触れ合う内に惹かれていき告白するが、その答えを聞けないまま病死する。勇樹との出逢いから、祥は人の死が決して遠いものではないと悟っている。
甲斐 弥（かい わたる）
親に捨てられ放浪生活を送っているところを榊とその両親に助けられ、以降は榊のために過剰なまでの世話を焼いてきた。しかしその行為が榊を歪めてしまい、榊の狂気に気付きながらも友情や罪悪感、見捨てられたくないという想いから榊の意思や命令には逆らえない。また自分の意思で喧嘩をした事がないため、榊の命令があれば高村でもタダでは済まないほどの実力を秘めながら、強さに波がある。
一度は榊から離反させられ、祥の庇護を受けて祥と惹かれ合うが、結局榊から離れられず祥と対立する道を選ぶ。他、上記の放浪生活から祥の作った食事も難無く食べられる。
族狩り事件が明るみに出たため、「留学」という名の国外逃亡をする榊と共に日本を離れ二度と戻らなかった。祥との最後の邂逅では「忘れない」と誓う。
榊 知彦（さかき ともひこ）
大財閥の息子で族狩り事件の首謀者。幼い頃は他人のために血を流すことができるような優しい少年だったのだが、過保護に育てられてきた環境と甲斐の行動が内面を歪ませていく。
「退屈だから」という理由で、甲斐の他、暴走族に恨みを持つ者、金で集めた面白半分の一般人、自分の用意したネットゲームをクリアした者達を手駒に「族狩り」を始めた。甲斐が結局祥の味方にならず、さらに祥が一時的に甲斐につられて瑞希から離れそうになったことに優越感を抱いていたが、瑞希と千里によって「族狩り」の首謀者であることを世間にばらされ、国外逃亡を余儀なくされた。
天野 光三郎（あまの こうざぶろう）
天野財閥総帥。瑞希の祖父で、両親の代わりに瑞希を養育している。精神を病んだ瑞希に、主治医として外科医の廉太郎を付けた。
瑞希が南欧で誘拐・強姦された後に救出された際、孫娘の精神状態よりも南欧リゾート計画への悪影響を考慮して、事件を隠蔽して（成人男性が多数集まる）誕生日パーティーへの出席を命じたり、13歳になったばかりの瑞希に見合いを強要したり、17歳の瑞希に次々と政財界の大物の子息達を宛がおうとするなど、祖父よりも総帥としての言動が目立つ。しかし、廉太郎との同居を望む瑞希にその事件の公表をちらつかされたり、瑞希の逃亡阻止のためパスポートを銀行の貸金庫に預けていたが、千里を使って偽造パスポートを用意することを阻止できなかったりと、多忙とは言え瑞希を制御できていない様子が見て取れる。カップル狩にレディース暴走族と、破天荒な振る舞いをする瑞希の行動をほぼ黙認している。
月下仙女事件終結後に体調を崩して入院し、瑞希はその隙に千里と共に日本を脱出する。瑞希達の死から2年後に帰国した廉太郎と対面した際は概ね回復しており、瑞希への態度を反省しているとも取れる発言をしている。
ちなみに、光三郎がいつから、どんな理由で瑞希の保護者になっているかは不明。少なくとも、南欧での事件の際には両親は瑞希の傍にいなかった。その後も全く登場せず、瑞希曰く「私に殺されそうになったから海外で暮らしている」「嘘よ。でも海外で暮らしているのは本当」。
南 千里（みなみ せんり）
代々天野家に仕える家系に生まれ、瑞希の専属ボディガード兼裏方（高村曰く「ジョーカー」）として暗躍してきた。瑞希の幼少時の写真を常に携帯している。
幼い瑞希に引き合わされて以来、瑞希に惹かれているが、瑞希が主の一族であることと、誘拐事件の際に守れなかったという負い目から一切それを表に出さない（瑞希にはばれていて、ある意味利用されている模様）。廉太郎のことは当初「あんな奴に瑞希を任せることはできない」と反発していたが、瑞希の想いを受け入れ両想いになったことに感謝し、「これで瑞希は幸せになれる」と喜んだ。だが、廉太郎が瑞希を置き去りにしたことをきっかけに人間不信気味になり、どうしても必要な場合以外、瑞希を含むごく一部の人間としか言葉を交わさなくなる。また瑞希の望みとあれば、それが瑞希の不幸や犯罪行為につながるとしても、ためらわず手筈を整える。瑞希に関するゴシップ記事を書こうとして付きまとってきた記者に、他のボディガードと共に対応していた。瑞希に格闘術を教えたのも千里と思われる。
最初は、瑞希の大事な人である祥に対してさえも「僕と和泉祥は他人ですから」と冷淡な見解を表明していたが、祥の優しさを認めてからは祥とまともに会話をするようになり、「月下仙女」編では、ヒメ→ユエの豹変を目の当たりにして混乱する祥の前に現われて気遣ったり、重傷の身で現地へ戻ろうとする祥に、天野家の医療ヘリを提供したりした。
瑞希と共に戦地へ赴き、瑞希を逃がすために死亡する。なお、その時に偽造したパスポートには「遊佐明仁」と名前を記していたが、これは高村が祥と幸せになることを姫月に納得してもらうために瑞希と遊佐の死を明確にする（本物の遊佐が瑞希に殉じるかアキラと生きるかは本人に選ばせ、確実に瑞希に殉じるであろう千里を遊佐の身代わりにした）ためと思われる。
姫月 ゆうこ（きづき ゆうこ）
長い黒髪の清楚な美人で、清宮兄弟とは幼馴染み。正和には「ゆうこ」と呼ばれ、誠には「ヒメ」と呼ばれる。
中学時代は同級生達の憧れの存在だったが、高村達によって輪姦されそうになった挙句想い人を失ったことにより、自殺未遂を繰り返すようになる。祥と出会ったのは偶然であったが、それによって正和を自殺に追い込んだグループの1人が祥の知り合い（=瑞希）であることに気付く。
茨城の強大なチーム「鎧（ガイズ）」＜後に「月下仙女」に改名＞の力を利用して復讐を（一時は殺害も）企てるが、復讐に関係ない人間達を傷つける罪悪感と祥の説得、または、骨の髄まで狂気と冷酷さの染み込んだ瑞希達はたとえ殺されても本当の意味で反省や謝罪はしないであろうことを悟り、瑞希との間に交わしたある約束と高村の弱味を握る事で「我慢」という形の妥協をする。
清宮 正和（せいみや まさかず）
姫月の幼馴染みにして想い人。作中、正和を彼氏だとする具体的な描写や告白する様子は描かれていないが、想いは通じ合っていたようである。非常に温厚な人物。姫月が輪姦されそうになった際、瑞希に「あなたの命と引き換えに彼女を助けてあげる」と迫られ、舌を噛み切って自殺した。
清宮 誠（せいみや まこと）
正和の弟。姫月を慕っているが、正和と違って友人達にからかわれることを嫌い、つないだ手を離すことが度々あった。姫月を手伝って兄の復讐に出るが、姫月に比べて冷静な計算心に欠ける。そのため瑞希の策にはまって暴走し、アキラの右目を失明させてしまう。
姫月の一番近くにいた彼でさえ、姫月を二重人格だと思い込み、許容量を超えた事態に一時期姿を消すが、藤生が姫月を「ユエ」にしておくために取った人質として再登場する。
騒乱終結後、復讐を諦めた姫月を支えていくことを決意する。
ユエ
姫月とそっくりで同姓同名の従姉妹として登場。長い金髪に青いカラーコンタクトレンズ、濃い化粧に派手な服装。姫月と区別がつかなくなるという理由で「ユエ（月の中国読み）」と名乗る。藤生の愛人となって「鎧（ガイズ）」を「月下仙女」へと改名させ、姫月の復讐に利用した。
正体は姫月の別人格とも思われていたが、実は山岡奈々をモデルに作り上げた「ユエ」を演じていた姫月本人。本来は「ヒメ」を社会的に無傷で済ませるためだけの架空の存在で、同一人物とは思えない迫真の演技は、遊佐や瑞希ですらも欺いたほどだったが、「ユエ」としての彼女に結婚を迫る藤生に追い詰められ、一時は復讐の成就のためと称して、その先の人生を「ユエ」として生きることを覚悟したこともあった。
藤生 重慶（ふじお じゅうけい）
「鎧（ガイズ）」のトップ。チームメンバーから絶対的信頼を寄せられているが、それは「新興宗教の教祖（高村談）」への崇拝とも呼べる異様なものである。牧師だった祖父から相続した教会の建物を所有し、ユエとの結婚式もそこで行なった。酒場などでピアノ演奏をしている。愛車が紫色のフェアレディZ、ユエを「妃」、高村を「道化」と呼ぶなど、「王」であるかのように振舞う。
「従姉妹を助けて」とやってきたユエに本気で惚れ込み、身体の関係を持った末に結婚まで考えるが、揺さぶりを目論んだ瑞希から伝えられた「姫月＝ユエ二重人格説」を鵜呑みにしてから、瑞希達3人の殺害と引き換えに自分との結婚を姫月に強要し、復讐についていけなくなって家に帰っていた誠を人質として連れ出してまで、姫月に「ユエ」として自分と結婚するよう迫る。だが、復讐を諦めた姫月が最後に「演じた」ユエに拒絶されたため、記憶の中のユエを「自分のものにする」ことで完結させた。
高村とのタイマン勝負に負けたことで、事件後は高村のダチにさせられるが、基本的に高村やその周囲の止め役（特に大柄の重量級なので直紀と手錠で繋がれたことがあり、最後には直紀と友情まで芽生えた？）に出向かされる。
山崎鴇彦（やまざき　ときひこ）
「鎧（ガイズ）」の親衛隊長。後に2代目トップ。初登場時14歳。通称トキ。
実の父親に（性的なことも含む）虐待を受けて藤生の祖父の教会に隠れていた際に藤生に出会い、以後「鎧（ガイズ）」に加わる（両親が藤生の手にかかって死亡したことを示唆する表現も）。自分を大事にしてくれる藤生とは親子のような間柄で、精神的に大きく依存している。また藤生が結婚相手に選んだユエを母親のように見ている。結婚式場から姫月を連れ出そうとする祥をナイフで刺したり、一時正気に戻った姫月が「自分はユエじゃない」と叫ぶとナイフを向けてその発言を撤回させるなど、藤生の大切なものや自分に敵意を持たない者でも、藤生の意に沿わないものであれば害することに躊躇がない。祥のいる前で平然と服を脱ぐなど性的なことにあまり頓着しないが、過去のトラウマを髣髴とさせる出来事があると、錯乱して泣き出したり逃げ出したりする。
姫月の事件後も藤生との間柄は変わらないが、結婚式後の騒乱の際に出会い、高村達の所業を謝ったり医療ヘリへ誘導した伊沢と交流を持ち、伊沢家に滞在して彼の弟妹達とも仲良くなった。
山岡 奈々（やまおか なな）
夜桜会と敵対していた埼玉県の暴走族「紫美亜（しびあ）」の元トップ。額に蝶のペイントを施し、派手な服装で街を歩くので嫌でも目立つ。
夜桜会にチームメンバーを一人ずつ闇討ちにされチームは壊滅、奈々自身は瑞希に嵌められて麻薬所持の濡れ衣を着せられ、余罪があったこともあり少年院送りになった。
初登場時は、祥を利用して元カレ・高村と瑞希への復讐を企てたが、タイマン勝負の末に祥を認める。月下仙女事件の真っ只中に再び登場し、心身ともに疲弊していた祥を自宅に匿った。姫月に瑞希達への復讐のアドバイスと「ユエ」としてのメイクを教えた人物でもあり、復活した祥と共に藤生達の結婚式へ乱入、瑞希の足止めを図るが敗れ、負傷して病院へ運ばれた。
本郷 廉太郎（ほんごう れんたろう）
代々天野家の主治医を務めている一族の息子で、腕のいい外科医。瑞希より14歳年上で、祥と同じく自分より人に優しさを向ける性格だが祥とは異なり頭脳明晰であり、社会人らしい常識を重んじる。祥は憶えていないが、小学生だった彼女が高村のバイクに轢かれた犬を助けようとした際、手を差し伸べてくれた。祥の美形好きの原点。
アメリカ在住だったが、瑞希の治療のため呼び戻された。年齢差を乗り越えて瑞希と両想いになるが、瑞希の偽装殺人に気づいてしまい、直後に自殺未遂を起こして病院で眠っていた瑞希に「僕のいない日本で生きることが君への罰」「決して自殺なんかしないで」と言い残し、独りで戦地（ナルンの祖国）へ渡る。
地雷による瑞希の死を目の当たりにしてから2年後に帰国。祥に惚れられるが、自ら遊佐に殺されようとしたり、それを諦めた直後に不治の病が発覚するなど、常に死の影がつきまとう。祥は廉太郎（瑞希達との決別）と高村（一生瑞希を忘れずにいること）の間で揺れ動いたが、廉太郎が友人と共に元の戦地へ戻った後、高村を選ぶ。
最後は、瑞希の幻を見ながら、穏やかに命を終えたと思われる。
ナルン
東南アジア某国の難民の少女。先天性心疾患の上に地雷で片足を失っており、天野財閥の宣伝材料として来日、廉太郎による治療を受ける。廉太郎を「神様」と慕うが、廉太郎がナルンのことばかり優先するので自分を捨ててナルンの国へ行ってしまうのではないかと危惧した瑞希によって事故を装い、殺害された。